# Evropský úřad pro boj proti podvodům
Evropský úřad pro boj proti podvodům (francouzsky Office de Lutte Anti-Fraude, známý pod zkratkou OLAF) je nezávislý subjekt působící v rámci Evropské komise, jehož posláním je chránit finanční zájmy Evropské unie vyšetřováním podvodů, korupce a dalších nezákonných činností, odhalovat a vyšetřovat možná zanedbání povinností úředníků a zaměstnanců orgánů a institucí EU, která by mohla vést k disciplinárnímu nebo trestnímu stíhání a podporovat orgány a instituce EU při vytváření a provádění právních předpisů a politik pro boj proti podvodům.
OLAF byl zřízen v roce 1999, má asi 420 zaměstnanců (policistů, celníků, právních expertů) z členských zemí EU. OLAF má status generálního ředitelství, v jehož čele stojí generální ředitel jmenovaný Evropskou komisí po konzultaci s Evropským parlamentem.
Generálním ředitelem OLAFu byl od 1. března 2000 německý prokurátor Franz-Hermann Brüner. Po Brünerově smrti 9. ledna 2010 řídil OLAF jako úřadující generální ředitel dočasně Nicholas Ilett. Dalším generálním ředitelem jmenovala Evropská komise 14. prosince 2010 italského politika a prokurátora Giovanniho Kesslera. V září roku 2017 Giovanni Kessler na funkci generálního ředitele OLAF rezignoval, v souvislosti se svým jmenováním ředitelem italské celní agentury (Agenzia delle dogane e dei monopoli). Od 16. října 2017 až do budoucího jmenování nového generálního ředitele je v čele Evropského úřadu pro boj proti podvodům jako úřadující generální ředitel opět Nicholas Ilett.
Na přelomu let 2017 a 2018 vešel v Česku tento úřad v širší povědomí v souvislosti se šetřením, které provedl v kauze Čapí hnízdo.